# マリア・コダマ

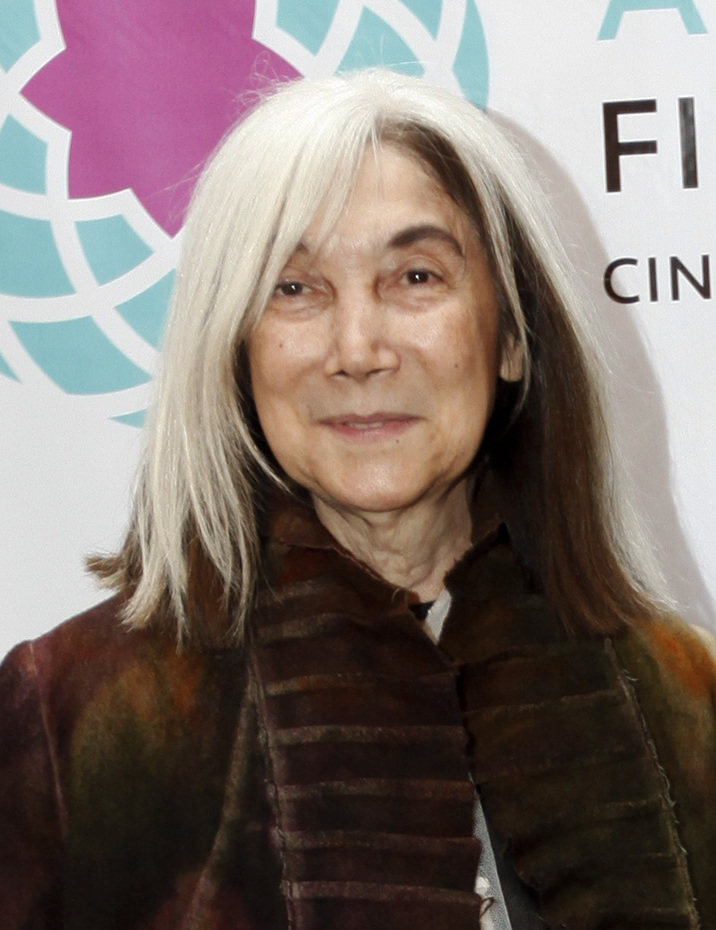
マリア・コダマ

マリア・コダマ・シュヴァイツァー（María Kodama Schweizer, 1937年3月10日 - 2023年3月26日）は、アルゼンチンの作家、翻訳家。夫は小説家のホルヘ・ルイス・ボルヘスであり、彼の法定相続人でもある。日系アルゼンチン人。

## 経歴
建築家の父の子としてアルゼンチンのブエノスアイレスで生まれた。父親は日系、母方はドイツ系。ボルヘスの著書に感銘を受けて本人に会い、その教え子にして助手となり、1986年4月26日に結婚した。しかし、結婚のわずか2か月後の6月14日に、ボルヘスはスイスのジュネーヴで病死した。ボルヘスの死後、マリアはボルヘス財団を設立して代表となった。2023年3月26日死去。86歳没。